# North Providence
North Providence est une ville située dans l'État américain de Rhode Island.

## Géographie
Selon le Bureau du recensement des États-Unis, la ville de North Providence s'étend sur 5,75 milles carrés (14,89 km2), dont 5,62 milles carrés (14,56 km2) de terre et 0,13 mille carré (0,34 km2) d'eau. La Woonasquatucket sépare la ville de Johnston à l'ouest.
| Smithfield |                  | Lincoln   |
| Johnston   | North Providence | Pawtucket |
|            | Providence       |           |

## Histoire
Sur le territoire actuel de la ville n'existaient au XVIIIe siècle que les fermes de Fruit Hill et le moulin de Centerdale sur la Woonasquatucket. 
Grâce à son sol facile à cultiver, le nord de Providence devient une région agricole prospère du XVIIIe siècle au début du XIXe siècle.
Le 13 juin 1765, la partie nord de la ville de Providence devient indépendante. Une partie des habitants souhaitent nommer la nouvelle municipalité « Wenscutt » mais l'Assemblée générale de Rhode Island lui préfère le nom de North Providence. Les limites de la ville sont redessinées deux ans plus tard, une partie urbanisée rejoint Providence.
Au début du XIXe siècle, quatre « villages-moulins » sont construits sur le territoire de la ville, le long de la Woonasquatucket : Lymansville (en) (1807), Centerdale (1812), Greystone (en) (1813) et Allendale (en) (1822). En dehors de ces industries, la ville reste consacrée à l'agriculture.

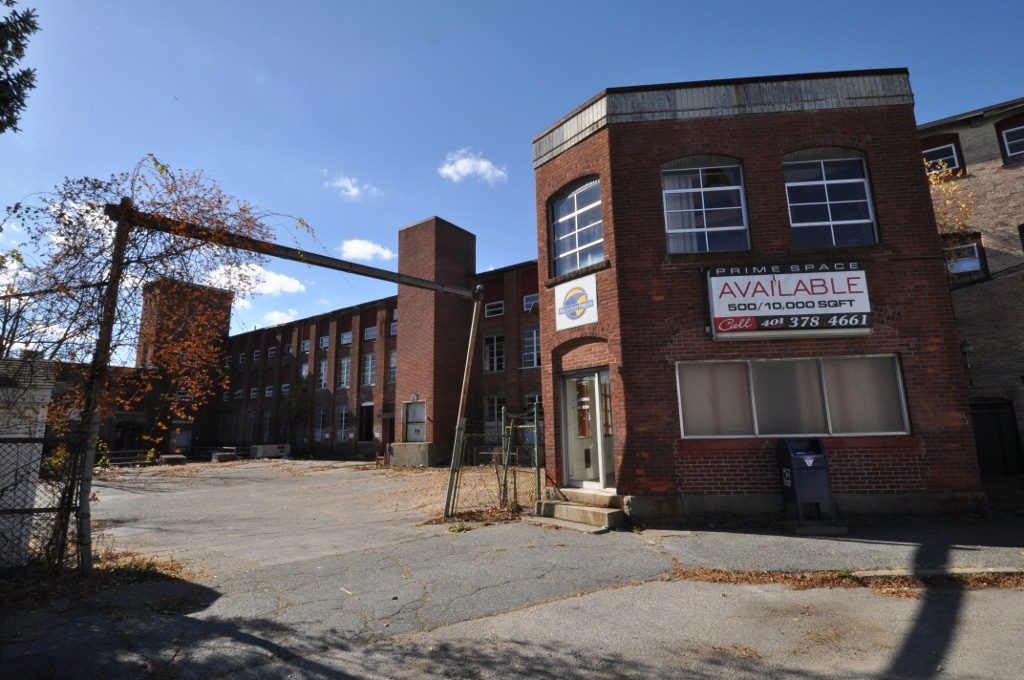
Lymansville
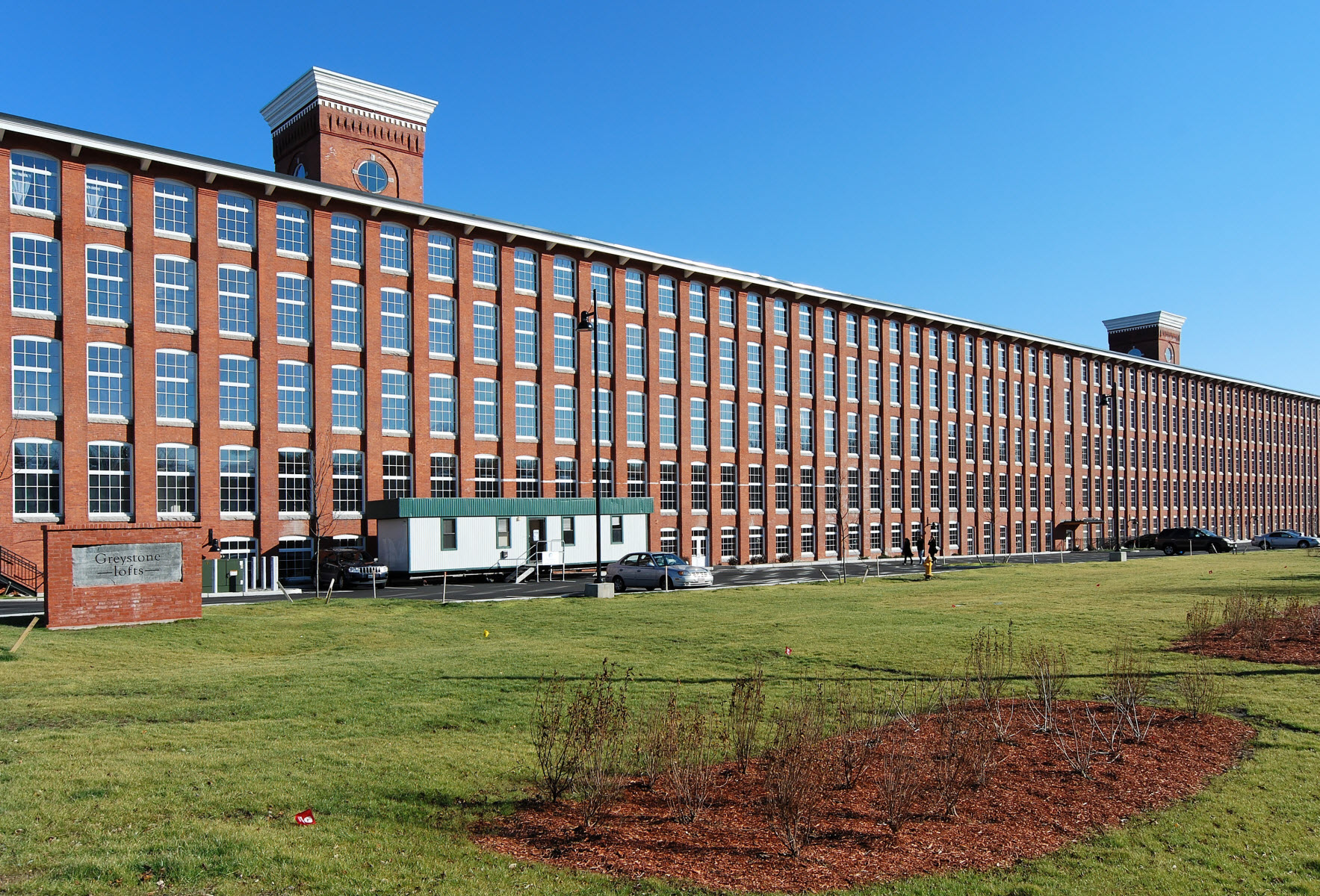
Greystone
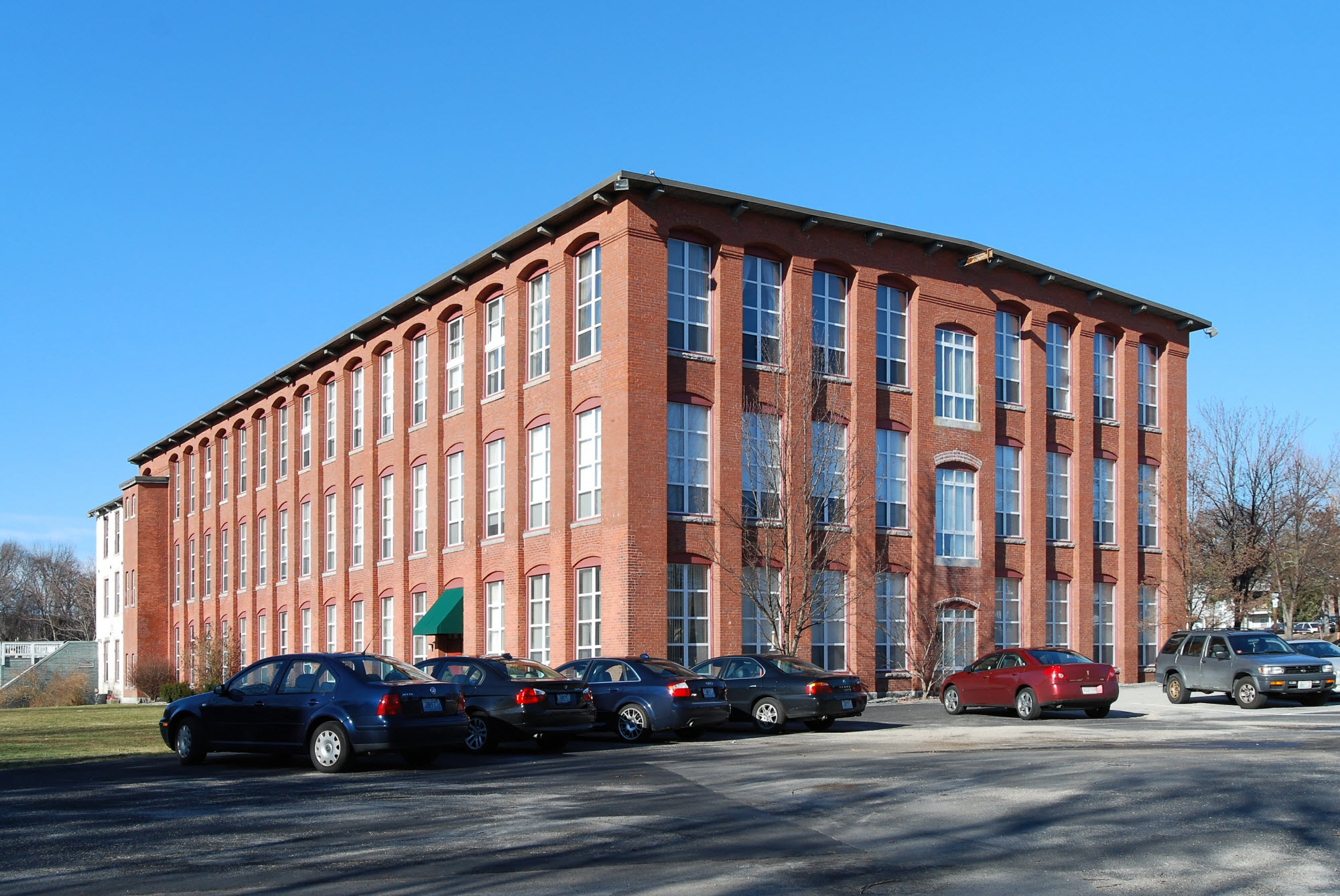
Allendale

En 1874, North Providence perd à nouveau une partie de son territoire au profit de Providence et de Pawtucket, la ville passe ainsi de 20 495 habitants en 1870 à 1 303 habitants en 1875. Un nouvel hôtel de ville doit être construit à Centerdale.
Au début du XXe siècle, le territoire de North Providence est industriel à l'ouest, résidentiel au centre et rural à l'est (à l'exception des industries de Marieville). Située à proximité de la capitale de Rhode Island, la municipalité devient peu à peu une ville de banlieue, résidentielle.

## Démographie
D'après le recensement des États-Unis de 2010, la ville compte 32 078 habitants. Les femmes représentent 53,7 % de la population contre 46,4 % pour les hommes. 17,2 % des habitants de North Providence ont moins de 18 ans tandis que 19,5 % ont 65 ans ou plus. L'âge médian est de 43,9 ans.
Cette même année, 87 % de la population est blanche, 4,8 % afro-américaine, 2,3 % asiatique et 2,4 % métisse. Les hispaniques (quelle que soit leur « race ») représentent 7,6 % des habitants.

## Politique et administration
Selon sa charte, la ville est gouvernée selon le modèle du gouvernement maire-conseil (en). Elle dispose d'un conseil municipal élu (« council »), qui vote les lois de la municipalité, et d'un maire élu, qui exécute les lois et ordonnances applicables et administre le gouvernement municipal. Le conseil municipal compte sept membres, élus pour quatre ans : la ville est divisée en trois districts élisant chacun deux conseillers, un septième conseiller est élu at-large, sur l'ensemble de la commune.
La ville a élu son premier maire, Salvator Mancini, en 1974. Auparavant (et depuis sa création), elle n'était gérée que par le conseil municipal, un clerc et un trésorier.
En 2016, North Providence vote à 50 % pour Hillary Clinton (contre 44,7 % pour Donald Trump) et réélit le représentant David Cicilline avec 61,3 % des suffrages.